# 2-я мотострелковая дивизия особого назначения внутренних войск НКВД
2-я мотострелковая дивизия особого назначения внутренних войск НКВД СССР — воинское соединение НКВД СССР в Великой Отечественной войне.

## История дивизии
Дивизия сформирована 8 октября 1941 г. приказом НКВД № 001479 от 7 октября 1941 г. на базе частей ОМСДОН им. Ф. Э. Дзержинского. Для формирования дивизии из состава ОМСДОН им. Ф. Э. Дзержинского были выделены 7-й мотострелковый полк, 12-й отдельный стрелковый батальон (преобразован в 9-й мотострелковый полк), артдивизион (преобразован во 2-й артиллерийский полк) и отдельный танковый батальон. Кроме того, был вновь сформирован 20-й мотострелковый полк. В период обороны Москвы в оперативное подчинение дивизии была придана ОМСБОН. На протяжении всего периода существования дивизия дислоцировалась в Москве.
Дивизия выполняла задачи по охране правительственных зданий, линий связи ВЧ, внутреннего правопорядка в Москве, войскового тыла Западного и Калининского фронтов, отдельные подразделения принимали участие в оборонительных боях под Москвой, в вооруженной борьбе с националистическим подпольем на территории Прибалтики, Западной Белоруссии, Западной Украины, в борьбе с разведывательно-диверсионными группами противника, с политическим и уголовным бандитизмом в стране.
В составе действующей армии с 15.10.1941 по 25.01.1942.
В 1942—1944 годах отдельные подразделения и снайперские команды участвовали в боевых действиях на фронте. Так с 05.05.1942 по 27.09.1942 снайперы дивизии на фронте уничтожили 2782 гитлеровцев.
С 20.10.1943 по 14.01.1944 батареи 2-го артиллерийского полка дивизии в составе сводной артиллерийской бригады ВВ НКВД СССР на Волховском фронте. Приказом Верховного Главнокомандующего ВС СССР № 09 от 21.04.1944 2-му артиллерийскому полку дивизии присвоено почетное наименование «Новгородский».
В послевоенный период дивизия выполняла задачи по охране правительственных зданий, линий связи ВЧ, внутреннего правопорядка в Москве, в борьбе с политическим и уголовным бандитизмом, части и подразделения дивизии принимали участие в вооруженной борьбе с националистическим подпольем на территории Прибалтики, с отрядами УПА-ОУН на Западной Украине.
2-я мотострелковая дивизия особого назначения внутренних войск НКВД расформирована в октябре 1945 г. приказом НКВД № 001112 от 29 сентября 1945 г., во исполнение Постановления СНК № 2417-643 от 21 сентября 1945 г. «О сокращении численности войск НКВД», 9-й мотострелковый полк включен в состав 1-й мотострелковой дивизии особого назначения  им. Ф. Э. Дзержинского войск НКВД.

## Полное название
2-я мотострелковая дивизия особого назначения внутренних войск НКВД СССР

## Состав
- 7-й мотострелковый полк
- 9-й мотострелковый Краснознаменный полк
- 20-й мотострелковый полк
- 2-й артиллерийский Новгородский полк
- Отдельный танковый батальон
- отдельный батальон связи
- моторизованный инженерный батальон
- отдельный истребительно-противотанковый дивизион
- артиллерийский парковый дивизион
- ремонтно-восстановительный батальон
- отдельный медико-санитарный батальон
- автотранспортный батальон
- рота регулирования
- полевой автохлебозавод
- полевая почтовая станция
- полевая касса Госбанка[2]

## Командиры
- Синилов, Кузьма Романович, генерал-майор — (08.10.1941 — 19.10.1941)
- Шередега, Иван Самсонович, генерал-майор — (20.10.1941 — 03.01.1942)
- Лукашев, Василий Васильевич, полковник  — (04.01.1942 — ??.08.1942)
- Майский, Иван Матвеевич, полковник — (??.08.1942 — ??.01.1943)
- Лукашев, Василий Васильевич, полковник (с 29 октября 1943 генерал-майор) — (??.01.1943 — ??.10.1945)